# Пхітсанулок (провінція)
Провінція Пхітсанулок (Phitsanulok, тай. พิษณุโลก — «діамантові стіни») — одна з центральних провінцій Королівства Таїланд, розташована приблизно за 380 км від Бангкока. Адміністративним центром є місто Пхітсанулок.